# Lasiochernes cretonatus
Espèce
Lasiochernes cretonatus est une espèce de pseudoscorpions de la famille des Chernetidae.

## Distribution
Cette espèce est endémique de Crète en Grèce. Elle se rencontre vers Azogires.

## Description

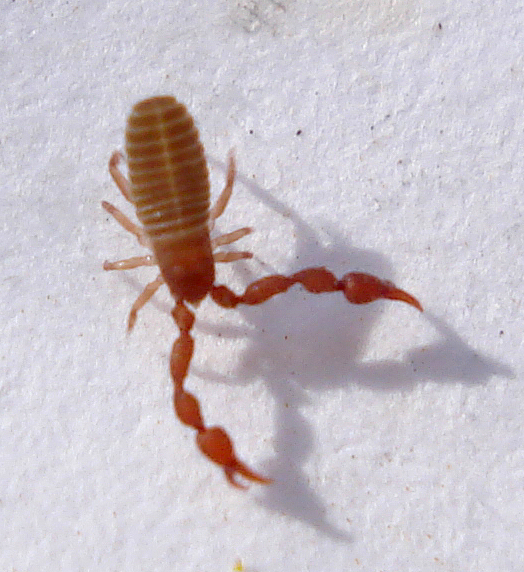
Lasiochernes cretonatus

Le mâle holotype mesure 3 mm.

## Étymologie
Son nom d'espèce lui a été donné en référence au lieu de sa découverte, la Crète.

## Publication originale
- Henderickx, 1998 : Lasiochernes cretonatus, a new pseudoscorpion species from Crete (Arachnida: Pseudoscorpiones). Phegea, vol. 26, no 4, p. 123-129.